# Plaza de Luxemburgo
La plaza de Luxemburgo (en francés: Place du Luxembourg; en neerlandés: Luxemburgplein) es una plaza del barrio europeo de Bruselas (Bélgica). Es más conocida por los burócratas y periodistas europeos locales por uno de sus apodos, Place Lux o Plux.
La plaza está situada principalmente en la ciudad de Bruselas, con una pequeña parte en el municipio de Ixelles, entre la Rue d'Arlon/Aarlenstraat y la Rue de Trèves/Trierstraat. En su centro se alza la estatua de John Cockerill. También está flanqueada por el Parlamento Europeo, así como por algunas de las principales instituciones europeas de la ciudad. Está comunicada por la estación de ferrocarril Bruselas-Luxemburgo.

## Historia

### Historia temprana
La Plaza de Luxemburgo/Luxemburgplein era un elemento central del Barrio de Leopoldo, un barrio desarrollado en las primeras décadas posteriores a la Revolución Belga y la zona residencial más prestigiosa de la capital durante la mayor parte del siglo XIX. El barrio había sido diseñado en 1838 por el arquitecto Tilman-François Suys, pero el proyecto original no preveía una estación de tren.
Cuando en 1854-55 se construyó la nueva estación de ferrocarril del barrio de Leopold, se encargó al arquitecto Antoine Trappeniers  el proyecto de una gran plaza pública que diera acceso a la estación. La rue de Luxembourg/Luxemburgstraat estaba entonces en estado embrionario, y la plaza se creó como su punto final. La plaza se diseñó en estilo neoclásico y para que fuera lo más simétrica posible. La construcción se llevó a cabo principalmente entre 1855 y 1861. La plaza era popular entre los comerciantes, así como entre los propietarios de restaurantes y cafés, debido a su proximidad a la estación. Una casa en la esquina de la Rue d'Arlon/Aarlenstraat fue, en su momento, el hogar de Auguste Beernaert, Primer Ministro de 1884 a 1894.
Durante el siglo XIX, la estación se dividió en secciones para diferenciar las tres clases de viaje. La estación se amplió en 1899 y 1921 con pabellones de una sola planta, que se fusionaron en 1934, cuando se unificó la fachada.

### 1980 hasta la actualidad

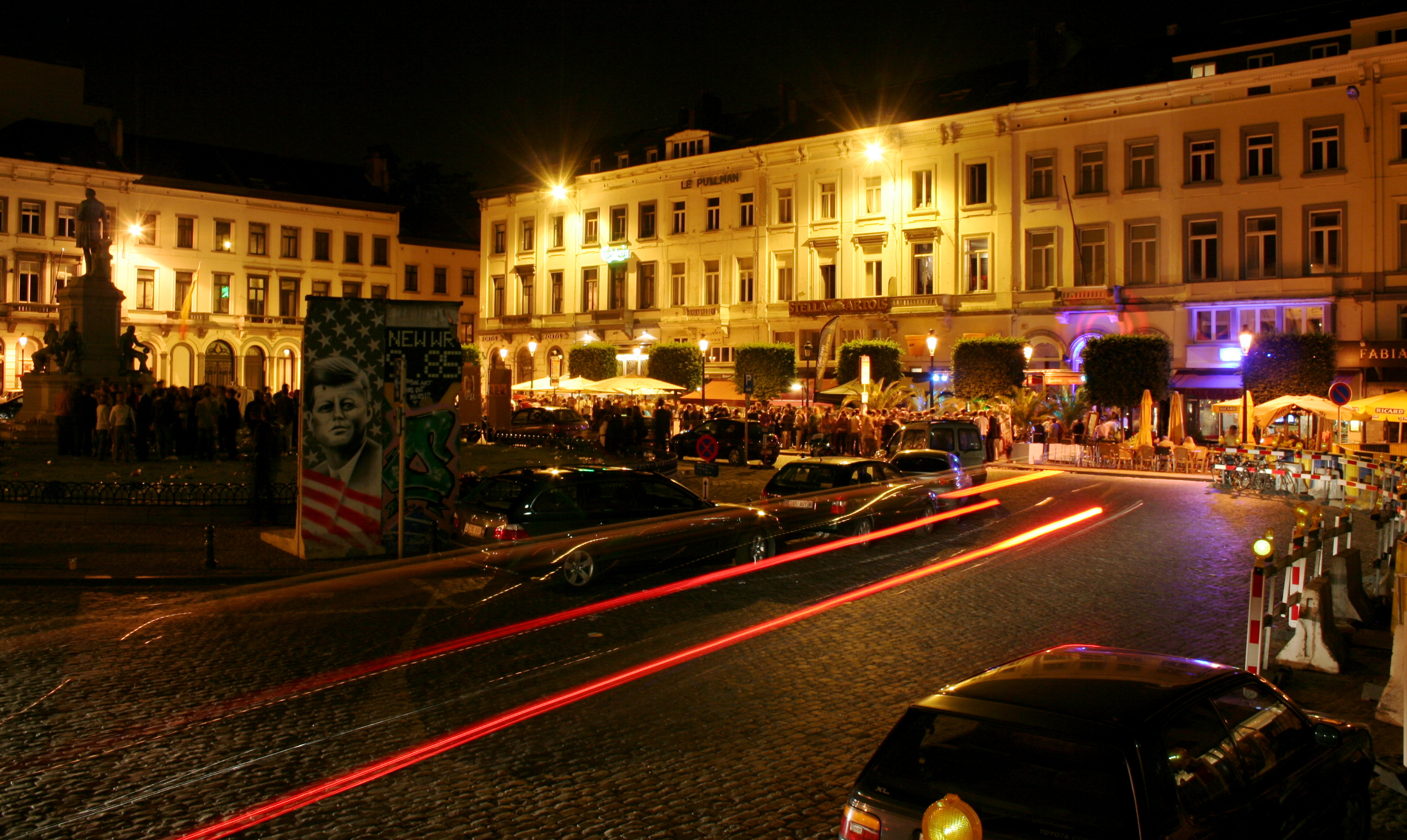
La Plaza de Luxemburgo es un popular lugar de encuentro después del trabajo en el barrio europeo de Bruselas.

La estación fue el elemento central de la plaza durante gran parte de su existencia. Sin embargo, con la construcción del Espace Léopold (que ahora alberga el Parlamento Europeo) a partir de 1989, el carácter de la plaza cambió significativamente. Los diseños cambiaron con frecuencia, en medio de muchas disputas legales y políticas, pero al final las vías de la estación, antes al aire libre, quedaron cubiertas por el centro comercial de losa que se ve ahora fuera del Parlamento. La mayor parte del edificio de la estación se derribó en 2004 y se reconstruyó bajo tierra, dejando sólo la entrada central, que ahora funciona como oficina de información. En 2008, el complejo del Parlamento Europeo estaba terminado.
Las asociaciones de vecinos y los promotores del patrimonio cultural han criticado muchos aspectos de la construcción del Parlamento y el rediseño de la estación de tren. Algunos creen que la escala del complejo es simplemente demasiado grande para la zona, y que no se han hecho los esfuerzos adecuados para integrarlo en su entorno, en gran parte neoclásico. Aunque muchos han elogiado la originalidad y profesionalidad del diseño de los edificios, también se ha criticado su excesivo tamaño, frialdad y lejanía.
En los últimos años, la Place du Luxemburgo se ha convertido en un punto de encuentro para la vida nocturna después del trabajo en el Barrio Europeo, principalmente los jueves y viernes por la noche. La plaza es conocida coloquialmente como Place Lux o Plux por los burócratas y periodistas europeos locales. La basura que los juerguistas dejan en la plaza los jueves por la noche se ha convertido en una molestia para los residentes locales, y los políticos de Bruselas han amenazado con clausurar la fiesta. 

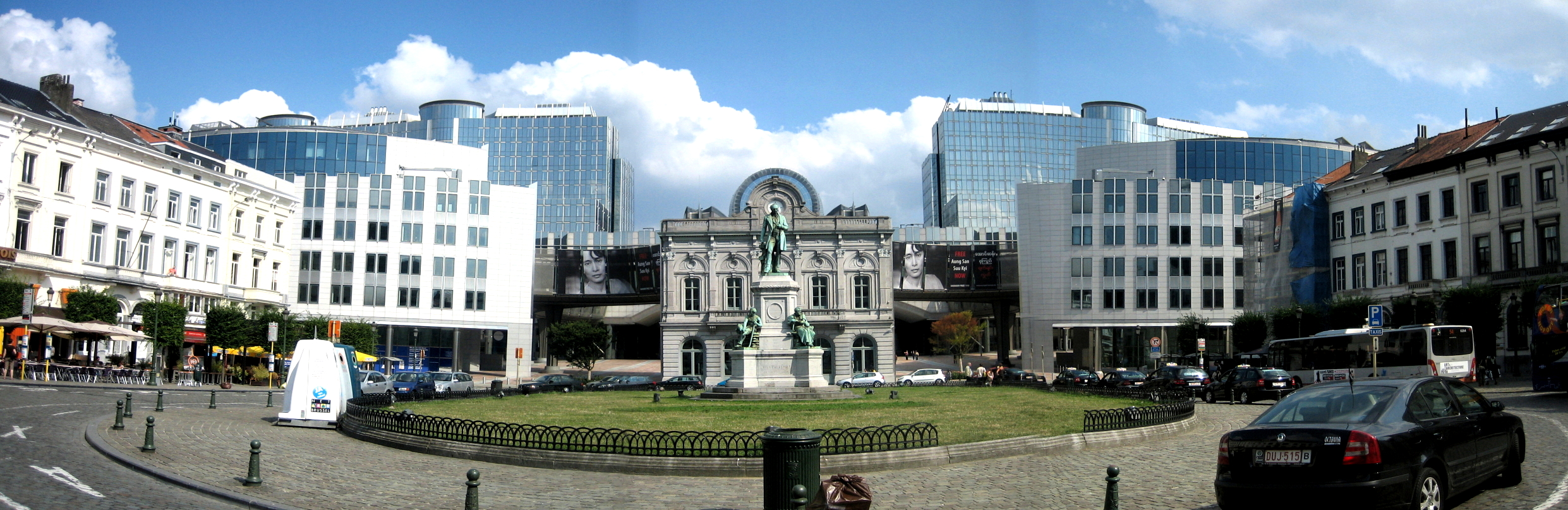
Vista orientada al este hacia el Parlamento Europeo, incluida la entrada de la antigua estación de tren Bruselas-Luxemburgo al frente, con la estatua del industrial John Cockerill en primer plano

## Disposición

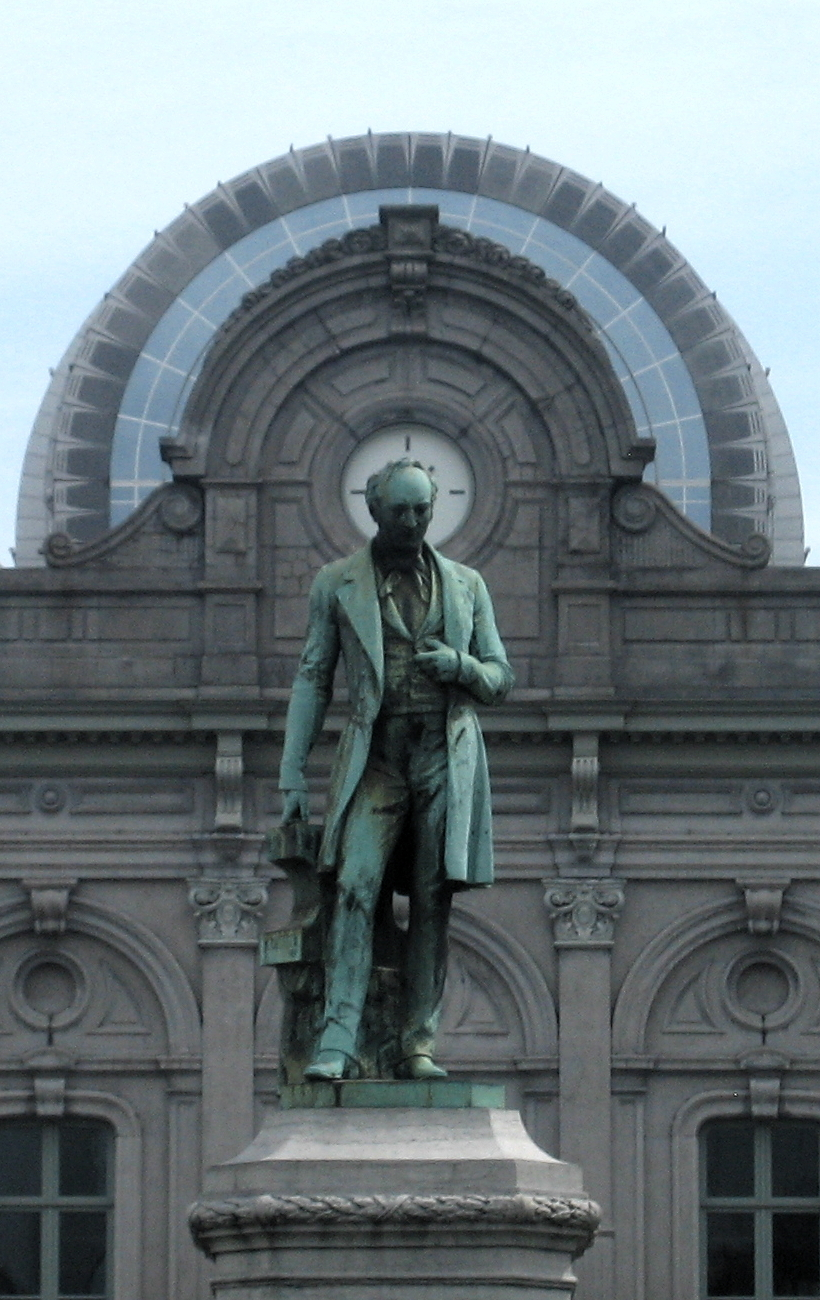
Vista hacia el este, en dirección al Parlamento Europeo. La alineación de la estatua, la estación y el Parlamento es una toma muy popular entre los fotógrafos.

La Plaza de Luxemburgo se compone principalmente de restaurantes y bares que dominan las amplias aceras, con algunos bancos y otros servicios al por menor, al servicio de los funcionarios y miembros del vecino Parlamento Europeo, así como de las demás instituciones europeas y organizaciones asociadas que en su mayoría se encuentran cerca. 
En el centro de la plaza hay una estatua de John Cockerill, un destacado industrial británico-belga del siglo XIX, que es una copia de la estatua situada frente al Ayuntamiento de Seraing en la provincia de Lieja ( Valonia ). La figura de Cockerill está apoyada en un yunque y rodeada por figuras industriales de la época: un vidriero, un mecánico y un minero. El lema de Cockerill, Trabajo e Inteligencia, está grabado en la estatua.
Justo detrás de la estatua, en el lado este de la plaza, se encuentra la principal estructura de la plaza. La antigua entrada de la estación de ferrocarril del barrio Leopold (actualmente la estación subterránea de Bruselas-Luxemburgo, con la entrada desplazada hacia el este) es un edificio protegido y fue tomado por el Parlamento Europeo y las autoridades belgas como oficina de información y museo conjunto. Actualmente alberga el "infopoint" del Parlamento.
El edificio forma parte del Espace Léopold del Parlamento (el complejo de edificios parlamentarios de Bruselas) junto con dos nuevos edificios a cada lado que bordean la plaza. Todo el complejo de edificios parlamentarios domina la vista oriental de la plaza, con la cúpula del edificio Paul-Henri Spaak del Parlamento reflejando el reloj en la parte superior de la fachada de la estación, creando una popular toma del Parlamento desde la plaza. Las aberturas a ambos lados del antiguo edificio de la estación conducen directamente a la Explanada del Parlamento Europeo, el centro comercial peatonal que recorre toda la longitud del Parlamento.

## Futuro
En los planes de reconstrucción de partes del Barrio Europeo, la plaza del Luxemburgo se convertiría en una de las tres principales plazas peatonales, cada una centrada en un tema diferente. Debido a su proximidad al Parlamento Europeo, la plaza del Luxemburgo se centraría en los ciudadanos. También está previsto despejar el espacio entre la Rue d'Arlon/Aarlenstraat y la Rue de Trêves/Trierstraat para crear una nueva plaza, posiblemente como una larga prolongación de la Placa de Luxemburgo que crearía un vasto espacio público a modo de bulevar.La autoridad de transportes de Bruselas, STIB/MIVB, tiene planes provisionales para construir una extensión de metro con parada en la plaza de la estación de ferrocarril Bruselas-Luxemburgo. En 2011, se anunciaron planes en colaboración entre el municipio de Ixelles y el Parlamento para tratar de reducir el "desorden" dejado por los juerguistas en las noches concurridas, que la autoridad local consideró "totalmente inaceptable."